# Епархия Тараумары
Епархия Тараумары (лат. Dioecesis Tarahumarensis) — епархия Римско-католической церкви с центром в мексиканском городе Гуачочи. На территории епархии проживает около 300 тыс. католиков, действует 15 приходов.Общая площадь епархии: 31 354 км2.

## История
Создана 6 мая 1950 года на основании буллы папы Пия XII.

## Ординарии епархии
- епископ Salvador Martinez Aguirre SJ, 1958—1973
- епископ José Alberto Llaguno Farias SJ, 1975—1992
- епископ José Luis Dibildox Martínez, 1993—2003
- епископ Rafael Sandoval Sandoval MNM, 2005—2015
- епископ Juan Manuel González Sandoval, 2017—[1]